# Shazam! Furia degli dei
Shazam! Furia degli dei (Shazam! Fury of the Gods) è un film del 2023 diretto da David F. Sandberg.
Basato sul personaggio di Shazam di DC Comics, è il 12º film del DC Extended Universe (DCEU) e sequel di Shazam! (2019), ed è interpretato da Zachary Levi, Asher Angel, Jack Dylan Grazer, Djimon Hounsou, Adam Brody, Rachel Zegler, Grace Fulton, Ian Chen, Ross Butler, Jovan Armand, D. J. Cotrona, Faithe Herman, Meagan Good, Lucy Liu e Helen Mirren.

## Trama
Due anni dopo la sconfitta di Thaddeus Sivana, Hespera e Kalypso, due delle figlie del Titano Atlante, irrompono nel Museo dell'Acropoli di Atene, in Grecia, per rubare il bastone spezzato del Mago. Le due portano il bastone al Mago, imprigionato nel Regno degli Dei, costringendolo a ripararlo e ad attivarne i poteri.
A Filadelfia, Billy Batson e la sua "Shazamiglia" di fratelli adottivi salvano le persone sul ponte Benjamin Franklin che crolla, ma vengono criticati per non essere riusciti ad impedire il crollo. Il gruppo si sta progressivamente separando a causa della loro crescita e dei loro interessi personali. Billy teme di dover lasciare la famiglia Vasquez dopo aver compiuto 18 anni, poiché una volta maggiorenne sarà fuori dal sistema di affidamento. Quella notte, in un sogno, Billy viene avvertito dal Mago dell'arrivo di Hespera e Kalypso. Lui e la Shazamiglia fanno ricerche sulle figlie di Atlante: Pedro li conduce in una biblioteca segreta, nella Roccia dell'Eternità, e gli presenta una penna senziente di nome "Steve", che sembra sapere tutto e a ogni loro domanda scrive la risposta. Il gruppo trova i libri relativi alle dee e scopre che il bastone del Mago fu forgiato dallo stesso Atlante da un ramo dell'albero della vita e ha la capacità di assorbire e infondere i poteri degli dei, ma che quando Billy lo ruppe indebolì la barriera tra le dimensioni.
Intanto Freddy Freeman, ancora vittima di bullismo a scuola, si innamora di una nuova ragazza di nome Anne, alla quale rivela il suo io da supereroe. Sfortunatamente, Hespera e Kalypso arrivano con il bastone e rubano i poteri di Freddy. Si scopre che Anne è la loro sorella minore, Anthea. Billy e la Shazamiglia cercano di salvare Freddy, ma le dee lo rapiscono e creano una cupola intorno alla città, intrappolando tutti all'interno. Freddy viene imprigionato insieme al Mago nel Regno degli Dei. Inoltre Hespera e Kalypso rivelano di volere vendetta perché il Mago ha ucciso Atlante per via della sua paranoia credendo che il Titano avrebbe usato i poteri degli dei accumulati per conquistare il mondo.
Nel frattempo, la Shazamiglia entra nella Roccia dell'Eternità, dove, grazie a Steve scrivono una lettera magica a Hespera (che raggiunge il Regno degli Dei) in cui le chiedono il rilascio di Freddy, per i loro poteri. Billy incontra Hespera e, sebbene l'incontro sia inizialmente cordiale, lei e Kalypso non hanno intenzione di liberare Freddy; l'incontro perciò degenera presto in una battaglia. Pedro perde i suoi poteri durante lo scontro, mentre Hespera viene catturata e portata alla Roccia. Tuttavia, la dea evade facilmente e ruba la mela d'oro, il seme dell'albero della vita. Nel frattempo, Freddy e il Mago (furioso per le scelte e i disastri causati da Billy) cercano di fuggire dal Regno degli dei con l'aiuto di Anthea, proprio mentre Hespera torna con la Mela. Proprio quando hanno ottenuto ciò che volevano, tra le figlie di Atlante scoppia un acceso diverbio, poiché Hespera e Anthea vogliono usare la Mela per far rivivere il loro regno, mentre Kalypso desidera piantarla sulla Terra per conquistarla. Freddy ruba la Mela ma viene scoperto. Fortunatamente però, Billy e la Shazamiglia si presentano, avendo trovato il portale nella Roccia, e Freddy riacquista i suoi poteri.
La Shazamiglia fugge con il Mago a casa Vasquez, dove rivelano le loro identità segrete ai genitori adottivi. Kalypso appare a cavallo del drago Ladone, il leggendario guardiano del giardino di Atlante, per riprendersi la Mela. Tutti tranne Billy perdono i loro poteri nella battaglia mentre Kalypso recupera la Mela. La dea, spinta dal suo odio verso l'umanità, decide di erigere l'Albero della vita sulla Terra e renderla il nuovo Regno deli Dei, piantando la mela al Citizens Bank Park e generando così orde di mostri che attaccano la città. Quando le sue sorelle si oppongono, Kalypso ferisce mortalmente Hespera e toglie i poteri ad Anthea. Billy, disperato, chiede al Mago di riprendersi i suoi poteri, ma questi grazie a Freddy ha capito di essere stato troppo orgoglioso e superbo nel giudicare gli altri solo in base ai loro difetti e che l'attuale situazione è stata provocata a causa sua e della sua paranoia e gli assicura che è un vero eroe e che la sua vera forza sta nel suo cuore, ridandogli fiducia in sé stesso.
Billy si trasforma in Shazam e vola a fermare Kalypso, mentre la Shazamiglia riesce ad usare degli unicorni per respingere i mostri della città, dopo che Darla li addomestica con delle caramelle. Billy convince Hespera morente ad aiutarlo a fermare Kalypso. Rendendosi conto che la cupola riflette i suoi fulmini, Billy attira Kalypso nel parco mentre Hespera, prima di morire, rimpicciolisce la cupola per contenerli. Dopo uno scontro, Billy sovraccarica il bastone con l'elettricità, provocando un'esplosione che uccide Kalypso e Ladone, distruggendo l'albero e con esso l'esercito di mostri. Così facendo, però, anche Billy muore. 
Anthea porta la famiglia Vasquez nel Regno degli Dei per il funerale di Billy. Tuttavia, la semidea Diana di Themyscira (Wonder Woman), che Billy aveva sognato in precedenza, appare improvvisamente e ripara il bastone, infondendolo con il suo potere, e lo usa per far rivivere il Regno degli Dei, restituire i poteri divini ad Anthea e resuscitare Billy, che si riunisce felicemente con la sua famiglia. Billy usa quindi il bastone per ripristinare i poteri dei suoi fratelli (e forse li dona anche ai genitori adottivi). La Shazamiglia ripara la loro casa mentre Anthea e il Mago si stabiliscono sulla Terra. Nella scena finale il Mago riprende il bastone, intenzionato a partire in giro per il mondo. Billy gli chiede qual è il suo nome da eroe, che non gli disse prima di sparire, e lui gli risponde che è Shazam.
In una scena durante i titoli di coda, Billy incontra Emilia Harcourt e John Economos, che tentano di reclutarlo per conto di Amanda Waller per unirsi alla Justice Society. Tuttavia, se ne vanno infastiditi dopo che Billy rifiuta l'offerta ed elenca potenziali nomi alternativi per la Justice Society, inclusa la Authority Society. In una scena post-crediti, il dottor Sivana in prigione incontra ancora una volta Mr. Mind ed è frustrato dalla loro incapacità di iniziare a mettere in atto il loro piano.

## Produzione

### Sviluppo
Shazam! Furia degli dei è stato annunciato nell'aprile 2019, in seguito al successo riscosso da Shazam!, uscito nello stesso anno. Il titolo del film è stato rivelato durante l'evento virtuale DC FanDome nell'agosto 2020, quando è stato annunciato che sarebbe tornato quasi tutto il cast principale del primo capitolo, compreso il protagonista Zachary Levi nei panni di Shazam. A febbraio 2021 è stata ingaggiata Rachel Zegler per un ruolo non rivelato, mentre a marzo e ad aprile dello stesso anno sono state ingaggiate rispettivamente Helen Mirren e Lucy Liu, assenti nel primo film, nei ruoli delle antagoniste principali della pellicola. Dwayne Johnson, protagonista di Black Adam (2022), ha chiesto e ottenuto che il suo personaggio, oltre a non essere mai nominato nel primo film, non apparisse e non fosse citato nel sequel, nonostante Black Adam sia la nemesi di Shazam.

### Riprese
Le riprese principali sono iniziate il 26 maggio 2021, ad Atlanta, in Georgia, La produzione del film è stata ritardata di circa un anno a causa dello scoppio della pandemia di COVID-19. Le riprese si sono concluse il 31 agosto 2021.

## Colonna sonora
Nel giugno 2022 è stato reso noto che Christophe Beck avrebbe composto la colonna sonora del film.

## Promozione
Il trailer è stato distribuito il 23 luglio 2022.

## Distribuzione
Il film è stato distribuito nelle sale cinematografiche statunitensi il 17 marzo 2023. L'anteprima mondiale si è tenuta a Roma il 3 marzo 2023.
La data di uscita ha subito vari rinvii: inizialmente era stata fissata per il 1º aprile 2022, poi per il 4 novembre 2022, e poi per il 16 marzo 2023.
È stata distribuita su HBO Max 45 giorni dopo l'uscita nelle sale.

## Accoglienza

### Incassi
A fronte di un budget di 125 milioni di dollari, ha incassato $57,6 milioni negli Stati Uniti e Canada e 75,8 milioni in altri territori, per un totale di $133,4 milioni. Per via dello scarso risultato, il film è stato considerato un flop al botteghino. Secondo gli analisti americani il film ha fatto perdere alla Warner Brothers una cifra stimata di circa 150 milioni di dollari. 
Negli Stati Uniti nel corso della prima giornata di programmazione la pellicola ha incassato $11,7 milioni (inclusi i 3,4 milioni delle anteprime del giovedì sera), arrivando ad incassare circa 30 milioni nel primo fine settimana, segnando così la peggior apertura di un film del DC Extended Universe.

### Critica
Il film ha ricevuto recensioni miste da parte della critica cinematografica. Sull'aggregatore di recensioni Rotten Tomatoes ha ottenuto circa il 49% dei giudizi professionali positivi, con un voto medio di 5,6 su 10 basato su 257 recensioni, mentre su Metacritic ha un punteggio di 47 su 100 basato su 49 recensioni.

#### Reazione del cast e della troupe
A seguito dello scarso successo, il regista Sandberg ha espresso stupore nell'accoglienza negativa della critica, ha inoltre dichiarato di volersi allontanare dai supereroi per un po'. Levi ha dichiarato in merito: «Il punteggio del pubblico è ancora abbastanza buono, ma il punteggio della critica era molto stranamente e sconcertantemente basso, e le persone erano follemente scortesi», ha inoltre criticato il marketing del film.

## Riconoscimenti
- 2023 - Razzie Awards
  - Candidatura al peggior film
  - Candidatura alla peggiore attrice protagonista a Helen Mirren
  - Candidatura alla peggiore attrice non protagonista a Lucy Liu
  - Candidatura alla peggiore sceneggiatura a Henry Gayden e Chris Morgan

## Sequel
Nel gennaio 2023, i co-CEO dei DC Studios James Gunn e Peter Safran hanno dichiarato che c'era la possibilità per Levi di riprendere il suo ruolo nel nuovo franchise, il DC Universe (DCU), ma non era ancora stata presa una decisione sul personaggio. Sandberg ha detto il mese successivo che gli è stato detto che i suoi film non contraddicevano i piani di Gunn e Safran e che il potenziale ritorno del personaggio sarebbe dipeso dall'accoglienza del film. Dopo i deludenti incassi al botteghino del film, Levi ha messo in dubbio il suo ritorno, anche se ha espresso interesse a riprendere il ruolo di Shazam, doppiandolo in un terzo capitolo della serie Injustice.